# Jane Kean
Pour les articles homonymes, voir Kean.
Jane Kean, née le 10 avril 1923 à Harford et morte le 26 novembre 2013 à Burbank, est une actrice et chanteuse américaine. 

## Biographie
Jane Kean et sa sœur aînée Betty Kean, forment un duo de comédie tout au long des années 1940 et 1950. Elles jouent ensemble à Broadway en 1955 dans la comédie musicale Ankles Aweigh qui aura peu de représentations.
Jean Kean étudie le théâtre avec Sanford Meisner au Neighbourhood Playhouse. Elle apparait dans des rôles principaux à Broadway dans les années 1950, notamment dans Will Success Spoil Rock Hunter?, où elle succède à Jayne Mansfield. Elle a le rôle principal de Take Me Along qui a pour vedette Jackie Gleason. Celui-ci se souviendra d'elle quelques années plus tard lors du casting de son émission de télévision hebdomadaire. Elle partage la vedette avec Charlotte Rae en 2002 à Los Angeles dans la comédie musicale 70, Girls, 70 de Kander et Ebb au El Portal Theatre.
Son dernier film, Abner, The Invisible Dog, dans lequel elle joue le rôle d' "Aunt Ida", est tourné en 2013.
En 2003, elle publie ses mémoires, A Funny Thing Happened on the Way to The Honeymooners. . . J'ai eu une vie.
Elle meurt le 26 novembre 2013 à l'âge de 90 ans au Providence St.Joseph Medical Center à Burbank, en Californie, des complications d'une chute.

## Vie privée
Elle est mariée au réalisateur et producteur Dick Linkroum de 1962 à 1969 et à l'acteur et producteur Joe Hecht de 1970 jusqu'à sa mort en 2005

## Filmographie
| An       | Titre                                       | Rôle               | Remarques                  |
| -------- | ------------------------------------------- | ------------------ | -------------------------- |
| 1941     | Sailors on Leave                            | Sunshine           |                            |
| 1942     | Voler avec de la musique                    | Bobbie             |                            |
| 1962     | Le chant de Noël de Mister Magoo            | Belle              | \| Téléfilm \| , Voix      |
| 1966     | Les jeunes mariés                           | Trixie Norton      | 44 épisodes                |
| 1977     | bavard                                      | Eleanor Pittman    |                            |
| 1977     | Dragon de Pete                              | Mlle Taylor        |                            |
| 1980     | La guerre de Scarlett O'Hara                | Louella Parsons    | Téléfilm                   |
| 1985     | Les explorateurs                            |                    | Voix                       |
| 1990     | Charme fatal                                | Enseignant Home-Ec |                            |
| 1998     | Gédéon                                      | Femme de karaoké   |                            |
| 1999     | Dose Hermanos: L'Ombre de l'homme invisible | Tante Ida          | Voix                       |
| 2013     | Abner, le chien invisible                   | Tante Ida          | Voix, (rôle final du film) |
| Téléfilm |                                             |                    |                            |